# Prasinocyma ampla
Prasinocyma ampla är en fjärilsart som beskrevs av W. Warren 1904. Prasinocyma ampla ingår i släktet Prasinocyma och familjen mätare. Inga underarter finns listade i Catalogue of Life.